# Вейпърс
„Вейпърс“ (на английски: The Vapors) са ню уейв и пауър поп група от Англия, съществувала от 1979 до 1982 година.
Излъчва хитовата песен Turning Japanese през 1980 г., която застава под номер 3 в Класацията на сингли в UK, както и под 36-а позиция в Билборд Хот 100 в САЩ.

## Дискография
- New Clear Days (1980)
- Magnets (1981)
- Together (2020)